# 乌海北站
乌海北站是位于中华人民共和国内蒙古自治区乌海市海勃湾区千里山镇新地的一个铁路车站，建于1958年，有包兰铁路经过该站，现仅办理货运业务，车站及其上下行区间均为电气化区段。车站距离包头站347公里，隶属呼和浩特局集团乌海车务段，是四等站。本站位于乌海机场西侧2公里处。